# Жупанія

Жупанії Хорватії

Жупа́нія (хорв. županija) — основна адміністративно-територіальна одиниця Хорватії, назва округу в сучасній Хорватії, на чолі якого стоїть жупан. Поділяється на громади (хорв. općine). 
В історичному значенні — форма територіально-політичного будівництва хорватської держави, яка в довершеному вигляді з'явилася в Х столітті, витісняючи жупи — найнижчі форми об’єднання людей на основі споріднення. Відтоді була майже безперервним способом устрою державного життя хорватів, хоча з плином часу їх кількість, розмір, права, обов'язки та спосіб урядування змінювалися.
Хорвати Боснії і Герцеговини називають жупаніями також і кантони Боснії і Герцеговини.